# Frenulum breve

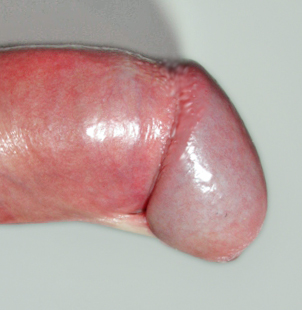
Verkürztes Vorhautbändchen (Frenulum breve), infolge des Zuges wird die Eichel (Glans penis) abgeknickt

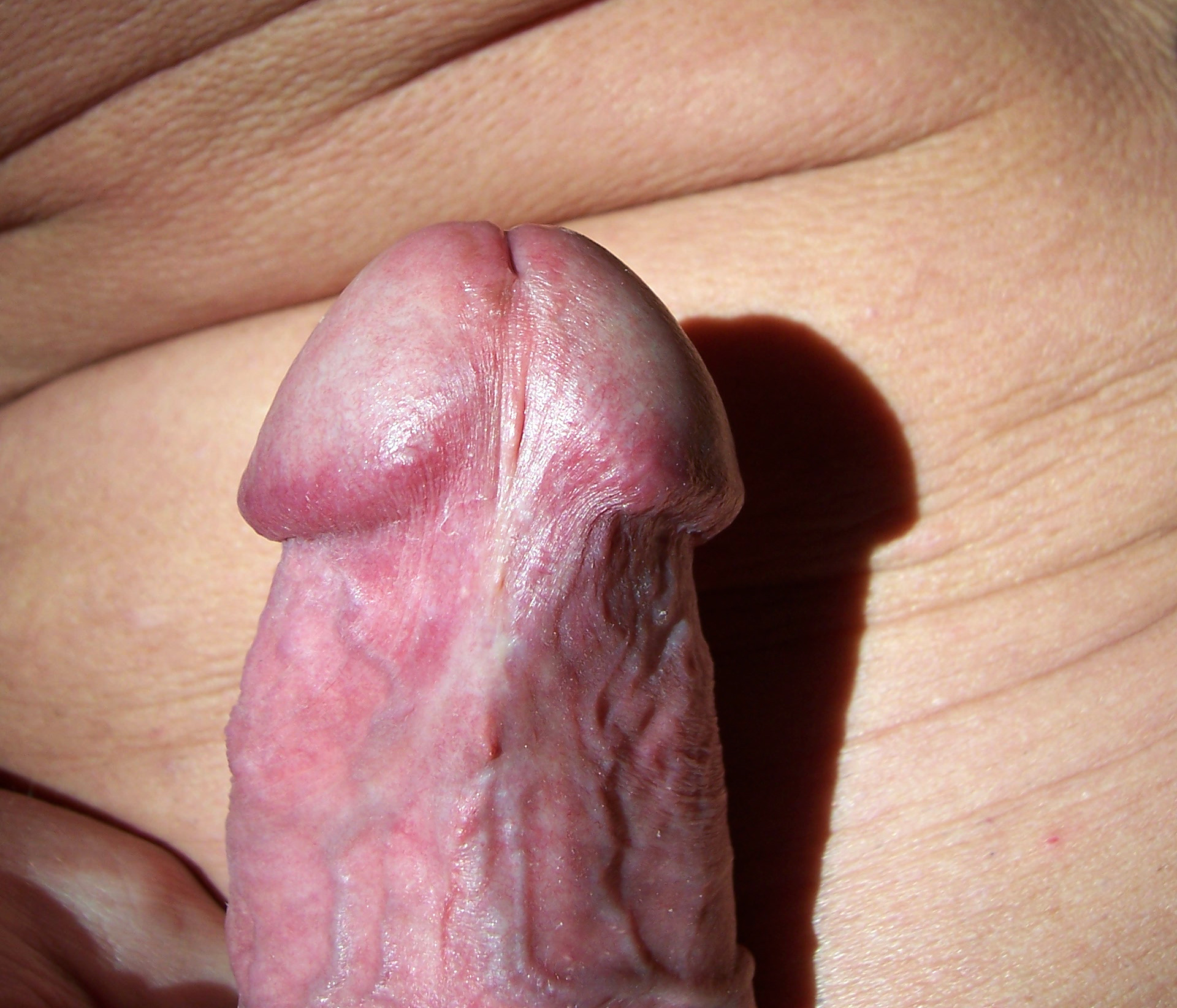
Frenulum breve 10 Jahre nach partieller Durchtrennung

Das Frenulum breve (von lateinisch Frenulum ‚Bändchen‘ und brevis ‚kurz‘) ist eine meist angeborene Verkürzung des Vorhautbändchens (Frenulum praeputii) zwischen der Innenseite der Penisvorhaut und der Unterseite des Penisschaftes beim Mann.

## Verbreitung und Ursache
Es existieren keine Daten zur Häufigkeit. Das Frenulum breve ist meist angeboren, kann aber auch durch (wiederholte) Entzündungen wie die Balanoposthitis (Eichel-Vorhautentzündung) oder durch Hauterkrankungen der Vorhaut (etwa Lichen sclerosus) hervorgerufen werden. Es kann sich durch Einrisse und Vernarbung verschlimmern.

## Klinische Erscheinungen
Das Frenulum breve ist ein verkürztes Vorhautbändchen, im Vergleich zur anatomischen Normalvariante. Das Penisbändchen ist Teil der Vorhaut und liegt zwischen der Innenseite der Penisvorhaut und der Unterseite des Penisschaftes. Es kann zu einer Krümmung der Glans penis führen, Schmerzen verursachen und erhöht das Risiko für Einrisse des Frenulums. Bei einer Erektion wird, durch die erhöhte Spannung auf das Vorhautbändchen, die klinische Erscheinung verstärkt. Beschwerden treten insbesondere bei sexueller Aktivität auf.
Das Vorhautbändchen ist zu kurz, wenn das Zurückziehen der Vorhaut erschwert oder unmöglich ist. Unter Umständen wird die Eichel (Glans penis) beim Zurückziehen der Vorhaut oder bei der Erektion des Penis durch den entstehenden Zug abgeknickt, was schmerzhaft sein kann. Bei mechanischer Belastung kann das verkürzte Vorhautbändchen einreißen. Wird hierbei die im Vorhautbändchen verlaufende Arterie (Arteria frenularis) verletzt, können stärkere Blutungen auftreten. Heilt das eingerissene Vorhautbändchen ab, kann die Narbenbildung es weiter verkürzen. Ein Frenulum breve kann zur Dyspareunie führen.

## Untersuchungsmethoden
Die Diagnose wird durch Inspektion bei der körperlichen Untersuchung gestellt.

## Behandlung

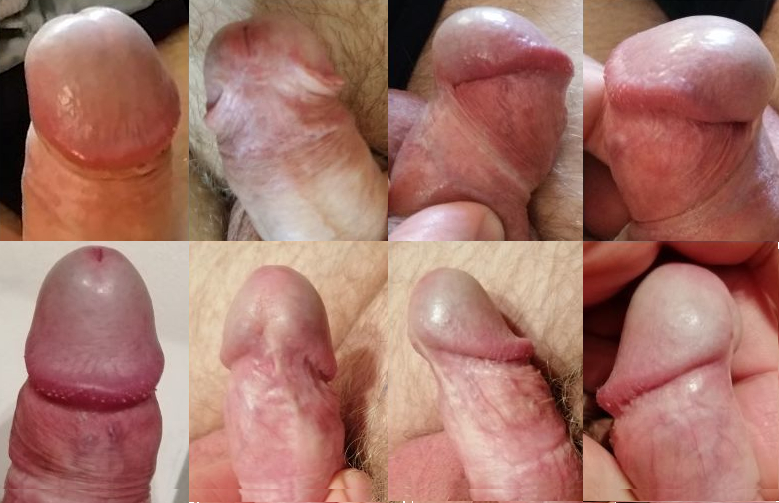
Vergleich vor Frenulotomie (oben) und danach (unten)

Ein Frenulum breve kann operativ mit einer Frenulotomie (Frenulumplastik) behandelt werden. Bei dieser Operation wird das Frenulum horizontal eingeschnitten und der entstandene Plattenepitheldefekt vertikal vernäht. Liegt eine begleitende Phimose (Vorhautverengung) vor, kann eine Zirkumzision (männliche Beschneidung) mit Frenulumplastik erfolgen. Bei stärkeren Blutungen durch Verletzung der Arterie muss diese umstochen werden. Die Operationen werden in der Regel ambulant in Lokalanästhesie durchgeführt.
Zur nicht-operativen Behandlung kann die Anwendung Kortison-haltiger Salben in Betracht gezogen werden. Bei oberflächlichen Rissen eines Frenulum breve ist eine Abheilung ohne funktionell einschränkende Narben möglich. Es sollte vorübergehend auf Geschlechtsverkehr oder Selbstbefriedigung verzichtet werden, um die Rissstelle nicht mechanisch zu belasten.